# Пол Седир
Ивон льо Лу (на френски: Yvon Le Loup) е френски езотерист, окултист, мистик и писател на много произведения в жанра книги за езотеризъм и християнски мистицизъм. Пише под псевдонима Пол Седир (на френски: Paul Sédir).

## Биография и творчество
Ивон льо Лу е роден на 2 януари 1871 г. в Динан, Франция, в семейството на Иполит льо Лу и Серафин Фьоле. В ранната му възраст семейството му се премества от Бретан в Париж, а родителите му в началото са много бедни, което оказва влияние върху него. Като дете той иска да стане пастор, но по-късно има други желания. През 1882 г. започва да взема уроци по цигулка. През август 1888 г. завършва средно специално образование.
През 1888 г. се запознава с френския окултист и кабалист Папюс, а малко след това става сътрудник на списание „Посвещение“. Първата си статия публикува през 1890 г. През октомври 1891 г. за първи път използва псевдонима „Седир“ – анаграма на Désir (желание, копнеж). Това е алюзия на „L'homme de désir“ или „човек с желание“, израз на Луи Клод дьо Сен-Мартен, за да опише етап в духовното развитие на човека. За около две години изучава самостоятелно различни езотерични книги и учения.
След дипломирането си, на 28 октомври 1892 г. започва работа в „Банк дьо Франс“, където остава в продължение на 20 години в отдела по депозити.
Между 1894 г. и 1898 г. са издадени първите статии и първите му книги в „La Librairie du Merveilleux“. Публикува и първите си преводи на Якоб Бьоме и други известни окултисти.
На 13 юни 1899 г. се жени за Алис Пере-Жентил, която му партнира в продължение на 10 години преди да почине на 23 април 1909 г. Смъртта ѝ променя коренно живота му – той напуска банката и се посвещава на езотеризма.
В периода 1915-1918 г. е мобилизиран в армията за Първата световна война.
През 1920 г. основава благотворителното християнско общество „Духовна дружба“.
В следващите години работи усърдно като пише писма и статии, чете лекции в Париж и други градове, като създава групи от симпатизанти. Последната му публична реч е изнесена на 17 ноември 1925 г. в Париж.
На 30 май 1921 г. се жени за Мари-Жони Кофино.
Ивон льо Лу умира на 3 февруари 1926 г. в Париж.

## Произведения
- Les Tempéraments et la Culture psychique, d'après Jakob Böhme (1894)
- Les Miroirs magiques. Théories, constructions, entraînements (1894)
- Les Incantations. (1897)
- Le Bienheureux Jacob Boehme.(1897)
- La Création. Théories ésotériques (1898)
- Les Rêves. Théories, pratique, interprétation (1900)
- La Cabbale (1900)
- La Médecine occulte (1900)
Окултна медицина, изд. „Ст. Атанасов“ София (1939), „Логос“ Варна (2000), „Мириам“ (2018), прев. Мария Арабаджиева
- Lettres magiques (1901)
- Éléments d'hébreu, d'après la méthode de Fabre d'Olivet (1901)
- Les Plantes magiques. Botanique occulte, constitution secrète des végétaux, vertus des simples, médecine hermétique, philtres, onguents, breuvages magiques, teintures, arcanes, élixirs spagyriques (1902)
- Lettres magiques (1903)
- Le Fakirisme hindou et les Yogas. Thaumaturgie populaire. Constitution de l'homme invisible selon le brahmanisme. La force magnétique et la force mentale. Entraînements occultes (1911)
- Conférences sur l'Evangile (1908)
- Bréviaire mystique (1909)
- Histoire et Doctrines des Rose-Croix (1910)
- La Guerre de 1914 selon le point de vue mystique (1910)
- Le Martyre de la Pologne (1917)